# Rauma-klassen
Rauma-klassen (Finsk: Rauma-luokan ohjusvene) er en klasse af missilfartøjer i Suomen merivoimat og er forgængeren til Hamina-klassen. Skibene er konstrueret ved Hollming og Finnyards værfterne i Rauma, Finland. Alle skibene i klassen har basehavn i Pansio.

## Historie
Ved afslutningen af anden verdenskrig, blev det i forbindelse med internationale aftaler bestemt at Finland kunne ikke have en ubåde eller torpedobåde. Restriktionerne omfattede ikke missilfartøjer, da Finland havde købt 3 missilfartøjer af typen 205 af Sovjetunionen og arbejdede på en videreudvikling af denne klasse selv. Resultatet af dette arbejde blev missilfartøjerne af Helsinki-klassen, som blev bygget i fire enheder. En bedre og mere moderne udgave af disse krigsskibe, der oprindeligt hed Helsinki luokka II og blev bestilt i februar 1987. I forhold til Helsinki-klassen var der tale om en helt ny type skibe, der var lavere, længere og smallere. I denne klasse blev der bygget fire enheder der senere blev omdøbt til Rauma-klassen.
For at forbedre ydeevnen på skibene var deres skrog lavet af aluminiumlegering. Skroget på skibene blev dækket af et materiale der der absorberer radarstråler. I stedet for konventionelle skrueaksler og skruer, blev det besluttet at anvende en moderne waterjet.
Skibenes vigtigste opgave er at bekæmpe andre overfladeskibe, men kan anvendes til ASW missioner, og i et begrænset omfang også som en minelægger.

## Skibe i klassen
| Pennant | Navn     | Kølen lagt | Søsat | Indgået          | Skæbne     | Kaldesignal |
| ------- | -------- | ---------- | ----- | ---------------- | ---------- | ----------- |
| 70      | Rauma    | -          | -     | 18. oktober 1990 | I tjeneste | -           |
| 71      | Raahe    | -          | -     | 20. august 1991  | I tjeneste | -           |
| 72      | Porvoo   | -          | -     | 27. april 1992   | I tjeneste | -           |
| 73      | Naantali | -          | -     | 23. juni 1993    | I tjeneste | -           |